# Horde bleue
 (septembre 2017).
Si vous disposez d'ouvrages ou d'articles de référence ou si vous connaissez des sites web de qualité traitant du thème abordé ici, merci de compléter l'article en donnant les références utiles à sa vérifiabilité et en les liant à la section « Notes et références ».
1227 – 1395
La Horde bleue (kazakh : Көк Орда, mongol : Хөх Орд, Khökh ord ; Kök Orda ; tatar : Күк Урда, Kük Urda ; turc de turquie Gök Ordu/Orda, voir Horde  pour l'étymologie), également appelé khanat de la Horde bleue est un khanat de l'Empire mongol apparu vers 1227. Il est un des nombreux khanats créés après la mort de Gengis Khan. Les autres sont la Horde d'or à l'ouest, la Horde blanche à l'est.
Batu Khan est le premier dirigeant de la Horde bleue, avant de devenir dirigeant de la Horde d'or. Orda Khan et ses descendants dirigèrent alors la Horde bleue.